# Carlos Muñoz (actor colombiano)
Carlos Muñoz Sánchez (Puente Nacional, Santander, 3 de enero de 1934-Bogotá, 11 de enero de 2016) fue un destacado primer actor colombiano de cine, teatro y televisión. Destacado por los medios en Colombia como el actor del siglo XX.

## Vida
Sus primeros pasos los dio en la Radio Nacional en el grupo escénico infantil, de ahí saltó al grupo de mayores de la Radio Nacional al lado de su padre José Antonio Muñoz participando en las radionovelas de la época. En 1954 cuando llegó la televisión a Colombia, fue de los primeros en aparecer en escena.
En 1957 viajó a Guatemala para actuar en el canal T.G.W como actor. Hizo representaciones artísticas en el Festival Cultural de Antigua Guatemala. Seis meses después se trasladó a México donde estuvo tres años actuando en teatro y televisión. En 1960 regresó a Colombia y se vinculó a la televisión por alrededor de cinco décadas en múltiples papeles actorales de las novelas colombianas. Representó a los actores colombianos en varios festivales cinematográficos.
En 1994 fue vocero de los artistas en calidad de Senador de la República en el debate en el Congreso sobre leyes de seguridad social y reestructuración de la televisión. Posteriormente fue miembro de la Comisión Nacional de Televisión entre 1995 y 1999.
Sus últimos trabajos en la televisión colombiana fueron como actor en las series de televisión ¿Dónde Carajos esta Umaña? y Casa de Reinas, como asesor y voz institucional del Canal Uno hasta el año 2015.

## Muerte
Tras rigurosos exámenes, Muñoz fue intervenido quirúrgicamente por una hernia hiatal que le afectó los pulmones y el estómago. Sin embargo, el procedimiento se complicó. En su hospitalización, una bacteria afectó uno de sus pulmones. El artista debió permanecer bajo pronóstico reservado durante algunos días. Falleció tragicamente tras complicaciones el 11 de enero de 2016.

## Trayectoria
- ¿Dónde Carajos está Umaña? (2012): Fidel Daza
- Casa de Reinas (2012): Jeremías Cabrales
- Chepe Fortuna (2010): Jeremías Cabrales
- Cuando salga el sol (2009): Don Reynaldo
- Mujeres asesinas (2008): Don Efrén
- Merlina, mujer divina (2006): Jacobo Gonzalez (abuelo)
- Pandillas, guerra y paz (2003): senador Germán Forero
- Al ritmo de tu corazón (2004): TV Series: Matías Duque
- Almas de Piedra (1994): Hipólito Villalba
- La Fuerza del Poder (1993): Pascual Mascarella
- La 40 la calle del amor (1992): Maestro Polo Cruz
- La Baronesa de Galápagos (1992)
- La Locha (1988) *
- Calamar (1989): capitán Olvido/Artemio Leguizamón
- El camaleón (1988) *
- Caballo viejo (1988): Epifanio de Cristo Martínez
- San Tropel (1987): padre Pío Quinto Quintero
- Profundo (1987) **
- Navarro (1987): Carlos Secundino Navarro Méndez
- Amándote (1986): Oliverio Currea
- Notas de Sociedad (1985)
- Pero sigo siendo El Rey (1984): Adán Corona
- Gracias por el fuego (1982)
- La tía Julia y el escribidor (1981)
- La muerte es un buen negocio (1981) **
- Amor ciego (1980)
- aka Sex Beach (1980) (USA)
- La tregua (1980) *
- Dr. Cándido Jaramillo (1979)
- Tigre (1979) **
- Los Pérez somos así (1978) *
- Ángel negro (1978) **
- Presagio (1974, México)
- El otro (1971): protagonista *
- El muro del silencio (1973) **
- ¡Más fuerte, muchachos! (1972, Italia): piloto
- El taciturno (1971): Martín del Valle
- Aquileo venganza (1968): Luzbel
- Semáforo en rojo (1963)
- Doña Flor y sus dos maridos
- Los japoneses no esperan
- Più forte, ragazzi!.. (Más fuerte muchachos, 1972)
- Yo y tú: Carlitos, sobrino de Alicita
- La muerte escucha, o Negociando el peligro (1968)

## Premios y nominaciones

### Premios India Catalina
| Año  | Categoría                           | Telenovela o serie                  | Resultado |
| ---- | ----------------------------------- | ----------------------------------- | --------- |
| 2015 | Premio Víctor Nieto a toda una vida | Premio Víctor Nieto a toda una vida | Ganador   |
| 2013 | Mejor actor de reparto              | ¿Dónde Carajos está Umaña?          | Nominado  |
| 2001 | Mejor actor del siglo               | Mejor actor del siglo               | Ganador   |
| 1994 | Mejor actor protagónico / Principal | La fuerza del poder                 | Ganador   |
| 1988 | Mejor actor protagónico / Principal | San Tropel                          | Ganador   |
| 1984 | Mejor actor protagónico / Principal | Pero sigo siendo El Rey             | Ganador   |

### Premios TVyNovelas
| Año  | Categoría                             | Telenovela o Serie         | Resultado |
| ---- | ------------------------------------- | -------------------------- | --------- |
| 2013 | Mejor Actor de Reparto de Telenovela  | ¿Dónde Carajos está Umaña? | Nominado  |
| 2011 | A toda una vida                       | A toda una vida            | Ganador   |
| 2011 | Mejor Actor de Reparto de Telenovela  | Chepe Fortuna              | Ganador   |
| 2000 | Actor del siglo                       | Actor del siglo            | Nominado  |
| 1994 | Mejor actor protagónico de telenovela | La fuerza del poder        | Ganador   |

### Otros premios obtenidos
- 1 APE
- 3 Simón Bolívar
- 2 ONDRA
- 1 Precolombino de Oro (por Actuación en Película)
- 1 Nogal de oro
- 2 NEMQUETEBA
- 2 Placa Caracol
- 1 Hétores
- 1 Gloria de la TV
- 1 Orden Murillo Toro
- 1 Antena
- 1 Momento